# Andrij Slinkin
Andrij Viktorovyč Slinkin (in ucraino Андрій Вікторович Слінкін?; Odessa, 19 febbraio 1991) è un calciatore ucraino, difensore della Dynamo Horšovský Týn.

## Carriera
Ha giocato nella massima serie dei campionati ucraino, slovacco, moldavo, lettone e lituano.

## Palmarès

### Club

#### Competizioni nazionali
- Coppa di Moldavia: 1

Zaria Bălți: 2015-2016